# Cryphia vartianica
Cryphia vartianica är en fjärilsart som beskrevs av Charles Boursin 1969. Cryphia vartianica ingår i släktet Cryphia och familjen nattflyn. Inga underarter finns listade i Catalogue of Life.